# SS-Hauptamt

Fordonsfana för SS-Hauptamt.

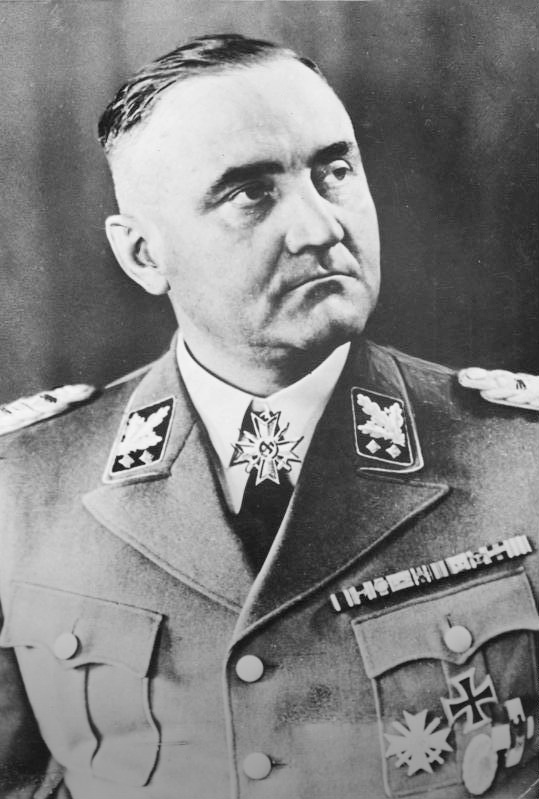
Gottlob Berger var chef för SS-Hauptamt.

SS-Hauptamt, SS-HA, var den centrala myndigheten för SS fram till 1940. Därefter övertog SS-Führungshauptamt den centrala rollen.
SS-Hauptamt härleder sitt ursprung till 1931, då man inom SS grundade SS-Amt som huvudkontor för Allgemeine-SS. Denna centrala myndighet fick beteckningen SS-Hauptamt 1935 och förde kontroll över Allgemeine-SS, koncentrationslägren, SS-Verfügungstruppe och Grenzschutz.

## Organisation
Under andra världskriget ansvarade SS-Hauptamt bland annat för personalrekrytering och befordringar. SS-Hauptamt hade 11 avdelningar:
- Amt Zentralamt
- Amt Leitender Ärzt beim Chef SS-HA
- Amt Verwaltung
- Amt Ergänzungsamt der Waffen-SS
- Amt Erfassungsamt
- Amt für Weltanschauliche Erziehung
- Amt für Leibeserziehhung
- Amt für Berufserziehung
- Amt Germanische Leitstelle
- Amt Germanische Ergänzung
- Amt Germanische Erziehung

Inom SS-apparaten var SS-Hauptamt formellt underordnat Persönlicher Stab Reichsführer-SS, Reichsführer-SS personliga stab, men reellt åtnjöt organisationen autonomi.
Filerna i SS-Hauptamt kan idag hittas (via mikrokort) med National Archives and Records Administration vid College Park, Maryland. Den ursprungliga dokumentationen förvaras i Tyskland, under ledning av Bundesarchiv i Berlin.

## Chefer
- Curt Wittje (1934–1935)
- August Heissmeyer (1935–1939)
- Gottlob Berger (1939–1945)